# Аеропорт Станстед (станція)
Аеропорт Станстед (англ. Stansted Airport railway station) — залізнична станція аеропорту Станстед.
Розташована на короткому відгалуженні від лінії West Anglia Main Line. Відгалуження було побудовано та відкрито в 1991 році одночасно з відкриттям нового терміналу аеропорту. Кошторисна вартість будівництва — 44 мільйонів фунтів стерлінгів.

## Послуги
Провідною послугою станції є Станстед-Експрес, що сполучає аеропорт зі станцією "Ліверпуль-стріт", послуга є під орудою компанія Abellio Greater Anglia, потяги курсують що 15 хвилин. Abellio Greater Anglia також відправляє потяги до/з Кембриджу .
Станція також обслуговує компанію CrossCountry, яка має щогодинні потяги до станції Бірмінгем-Нью-стріт через Кембридж, Пітерборо та Лестер.